# Kvarteret Åkern

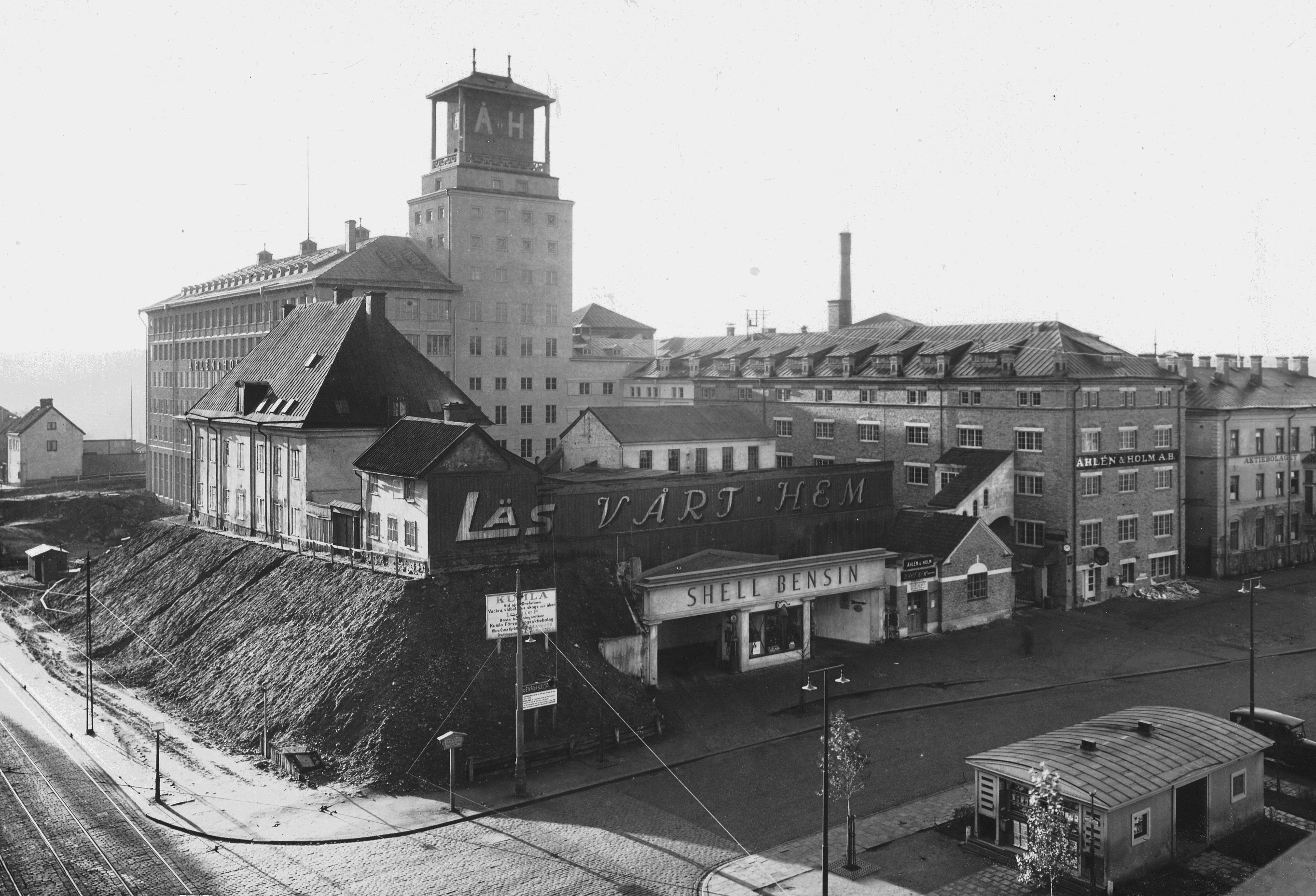
Åhlén & Holms varuhus i kvarteret Åkern, mars 1929. Aktiebolaget Elektraverkens byggnad skymtar längst ut till höger.

Kvarteret Åkern (tidigare namn Tjurberget Mindre) ligger på Södermalm i Stockholm. Kvarteret begränsas av Ringvägen i norr, Götgatan i öster, Eriksdalslunden i väster och Söderleden med sina på- och avfarter i söder. Kvarteret består idag av två fastigheter: Åkern 16 och 17. Största delen av kvarteret innehas sedan 1915 av Åhlén & Holm med kontor och sitt varuhus Åhléns Söder. Nyaste tillskottet i kvarteret är Clarion Hotel Stockholm som invigdes i maj 2003.

## Historik

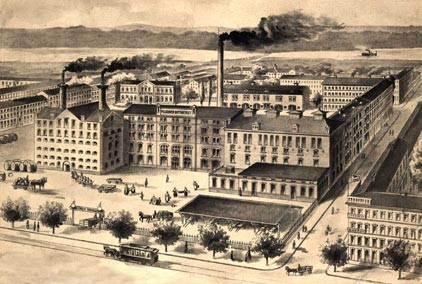
Pilsnerbryggeriet var kvarterets första stora industri, illustration omkring 1900.

Kvarterets ursprungliga namn var Tjurberget Mindre som dock hade en annan form och utsträckning. Det var något smalare än dagens Åkern och sträckte sig i norr där Ringens köpcentrum nu ligger. I samband med stadsplaneringen för Ringvägen omkring 1885 fastställdes nuvarande namnet Åkern, som en fortsättning av kvarteren Halmen, Gräset, Vetet, Havret och liknande vilka sträcker sig längs Ringvägen väster om Åkern. Söder om Åkern låg det numera försvunna kvarteret Fältet.
På platsen bedrevs sedan 1720-talet bryggeriverksamhet. Hela kvarteret Åkern bestod av en enda fastighet, Åkern 5, som ägdes av bryggeriföretaget Österman & Co. År 1896 förvärvades den av den tyske bryggaren Fritz Dölling. Tillsammans med några affärsmän lät han uppföra ett modernt storbryggeri; Aktiebolaget Pilsener Bryggeriet, kort Pilsenerbryggeriet. Verksamheten varade dock inte länge och redan 1910 lades bryggeriet ner och fastigheten såldes och delades i två tomter.
Den östra och södra delen av bryggeritomten blev fastigheten Åkern 12 som förvärvades 1914 av postorderföretaget Åhlén & Holm från Insjön, Dalarna. Firman lät bygga om några av de relativt nya bryggerihusen till sitt första varuhus som invigdes 1915 (se Åhléns Söder). Den västra delen behöll sin fastighetsbeteckning Åkern 5 och köptes av AB Stockholms Glödlampsfabrik som började tillverka glödlampor i bryggeriets gamla lokaler.
Glödlampstillverkningen flyttades 1947 till en nybyggd fabriksfastighet i Södra Hammarbyhamnen. Fabrikens byggnader vid Ringvägen nyttjades därefter av andra företag. Anläggningen fanns kvar fram till slutet av 1970-talet, då de revs för att bereda plats för Söderledstunneln södra tunnelmynning och anslutning till nya Johanneshovsbron. Sista byggnaden som revs var ett stall som försvann 1979. Här fanns sedan ett ventilationstorn och ett öppet dike för Söderleden. På den smala tomten mellan Åhléns ursprungshus och Söderleden uppfördes på 1980-talet ett kontorshus efter ritningar av Böving och Kinnemark arkitektkontor. År 2003 överbyggdes Söderleden med Clarion Hotel Stockholm och kvarteret blev helt igen.

Kvarteret genom tiden
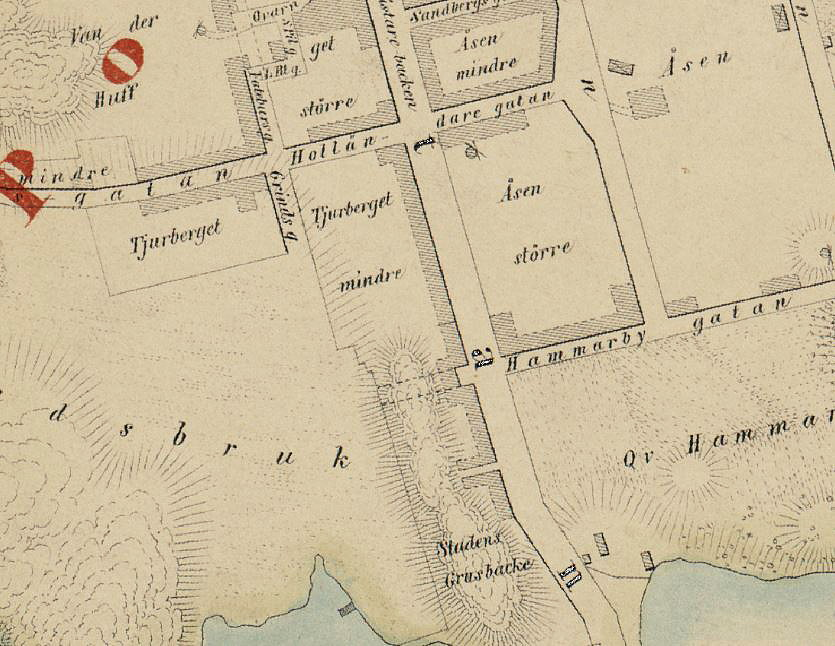
1855
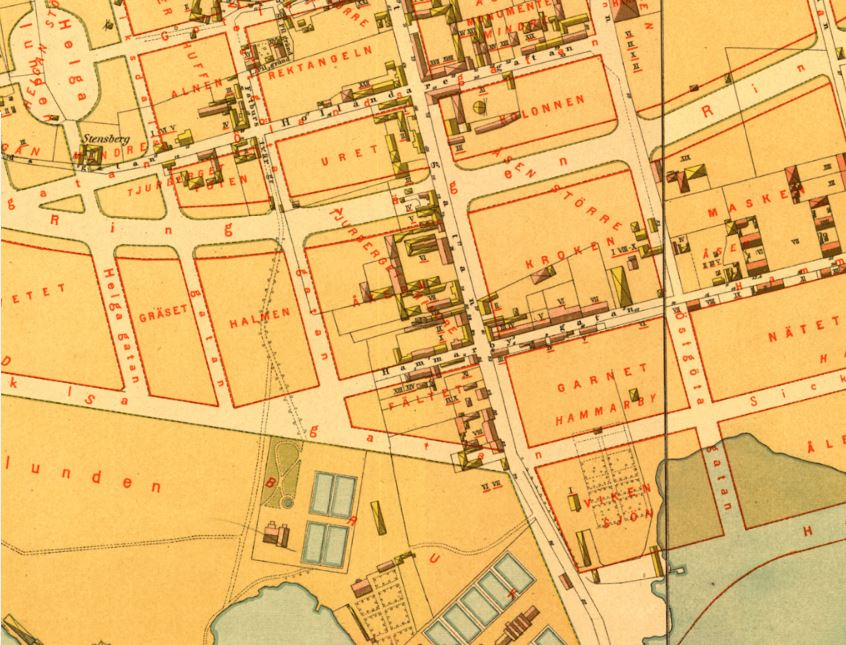
1885
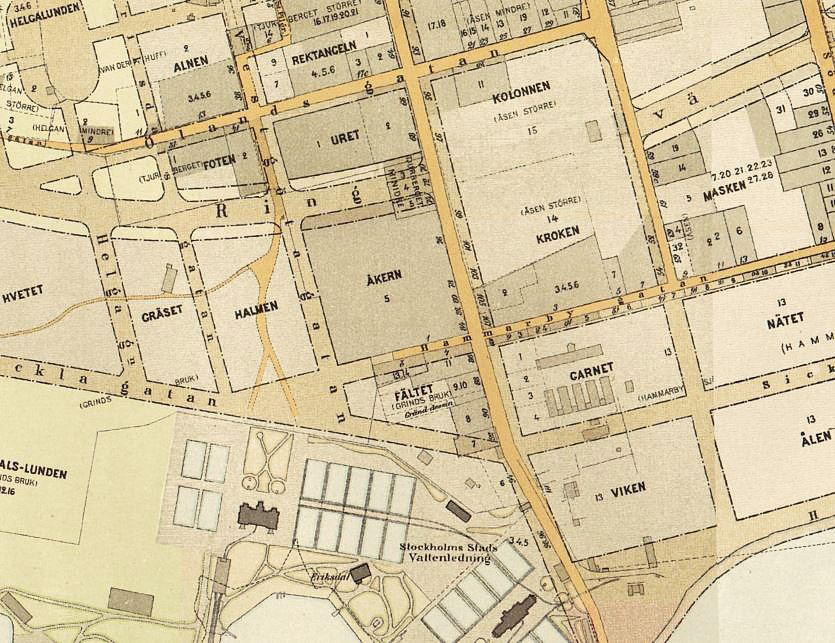
1899
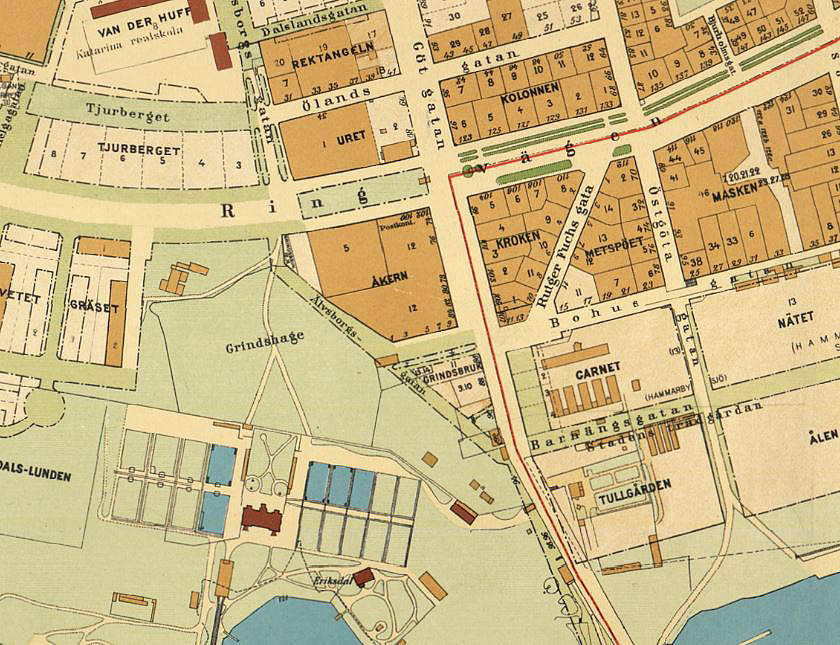
1930
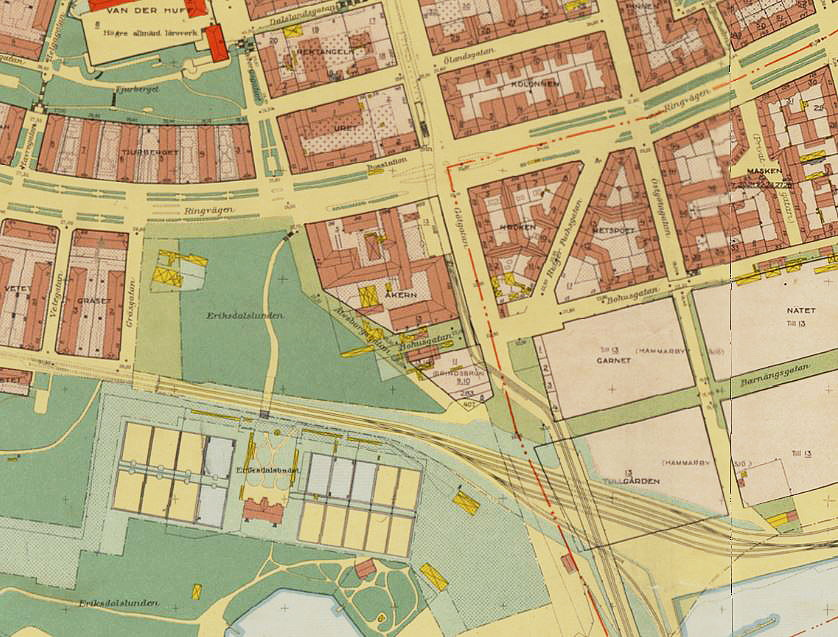
1940

## Anläggningar i kvarteret
- Pilsenerbryggeriet (existerar ej längre)
- AB Stockholms Glödlampsfabrik (existerar ej längre)
- Åhléns Söder (sedan 1915)
- Kontorshuset "Ringvägen 100" (sedan 1990)
- Clarion Hotel Stockholm (sedan 2003)

Kvarterets byggnader (urval)
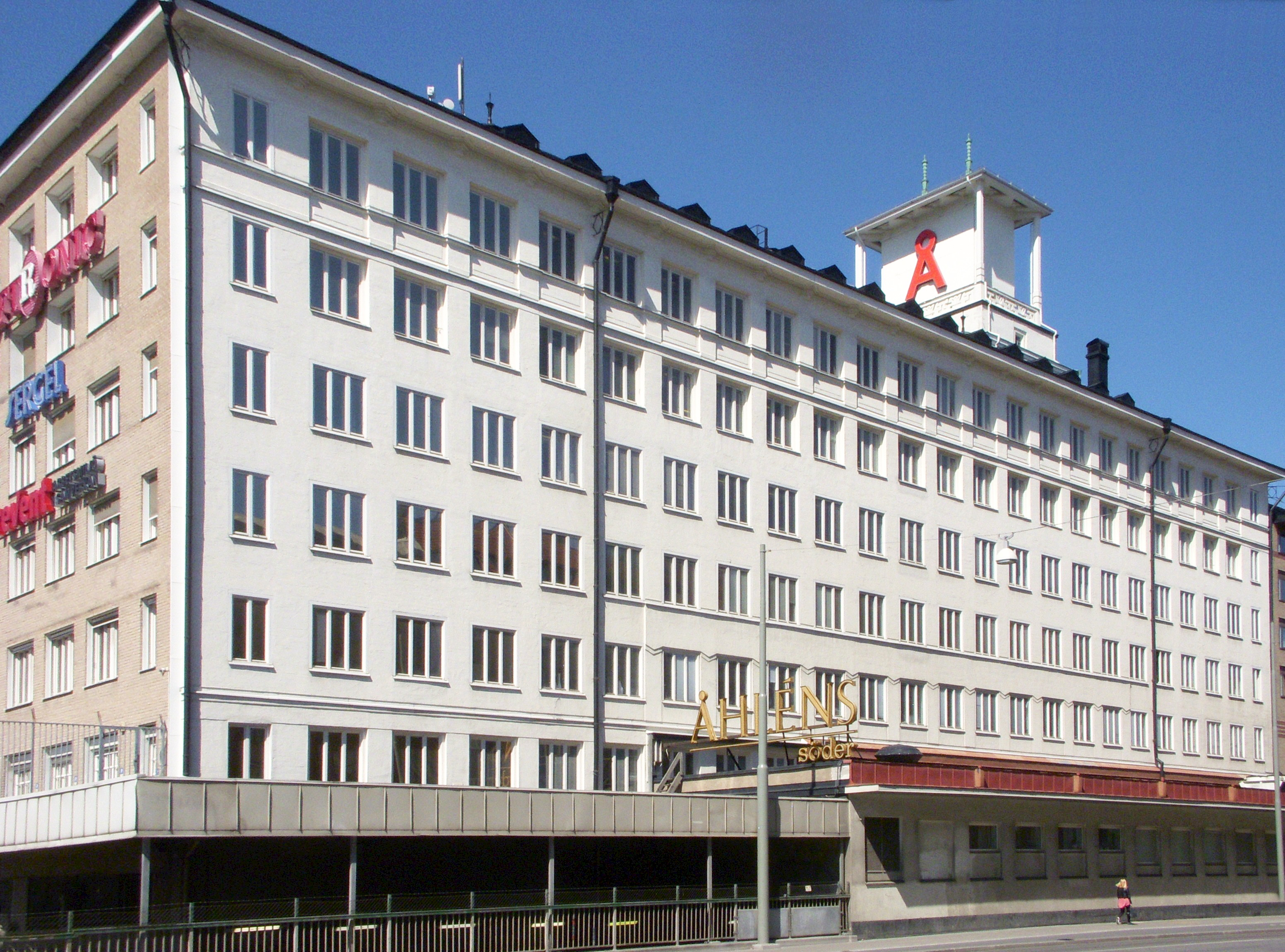
Åkern 16 från Götgatan
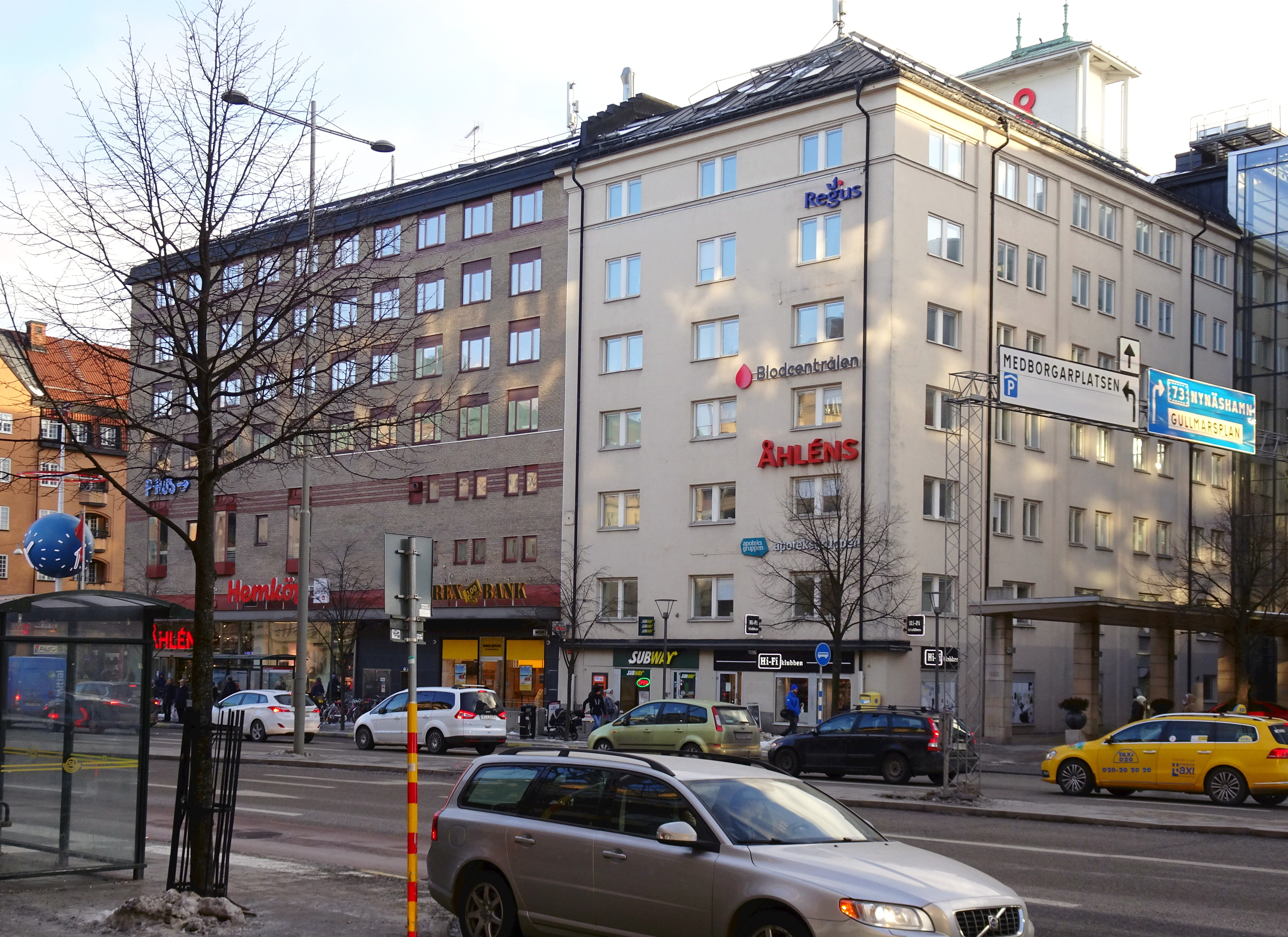
Åkern 16 från Ringvägen
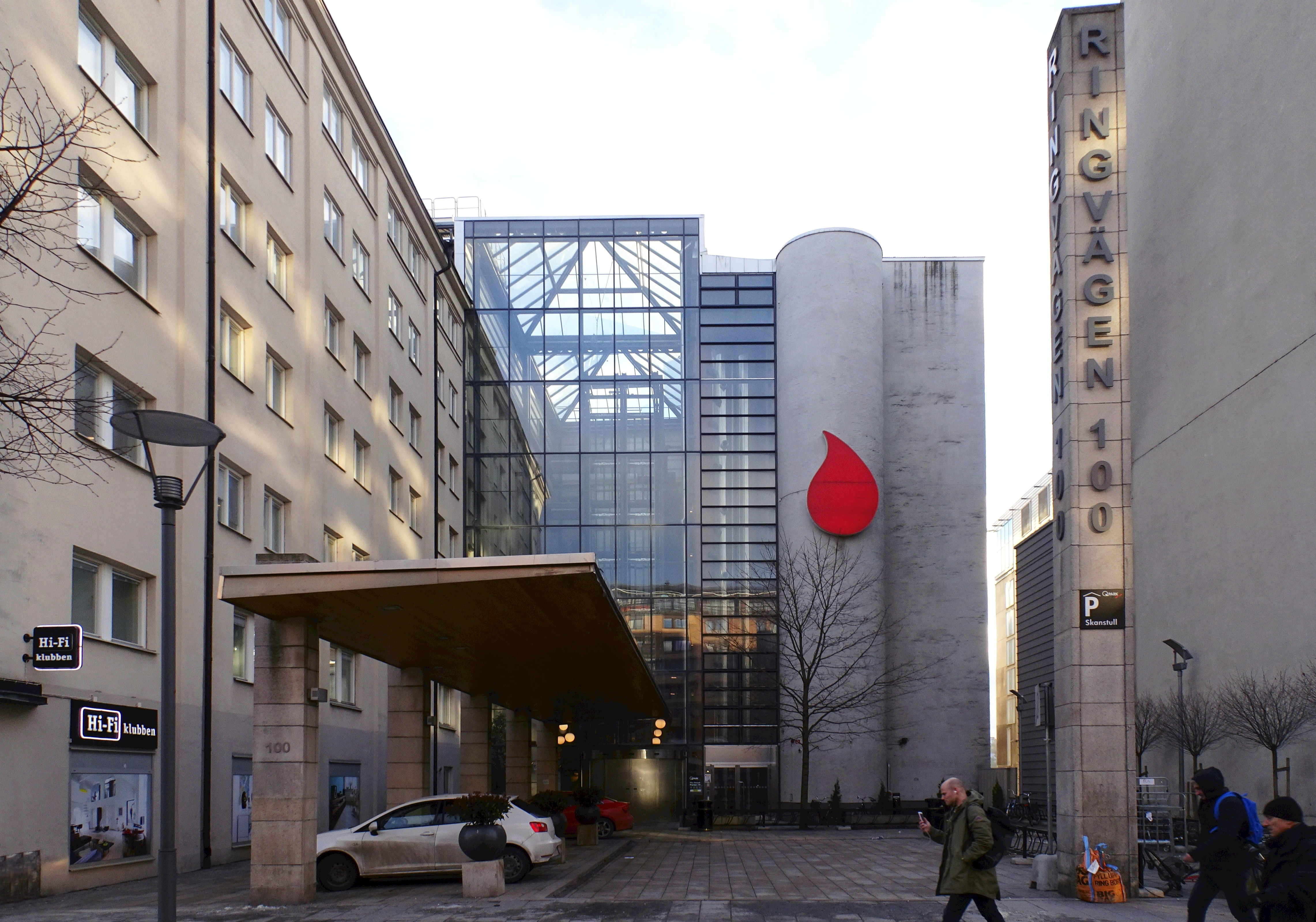
Åkern 16 och 17 från Ringvägen
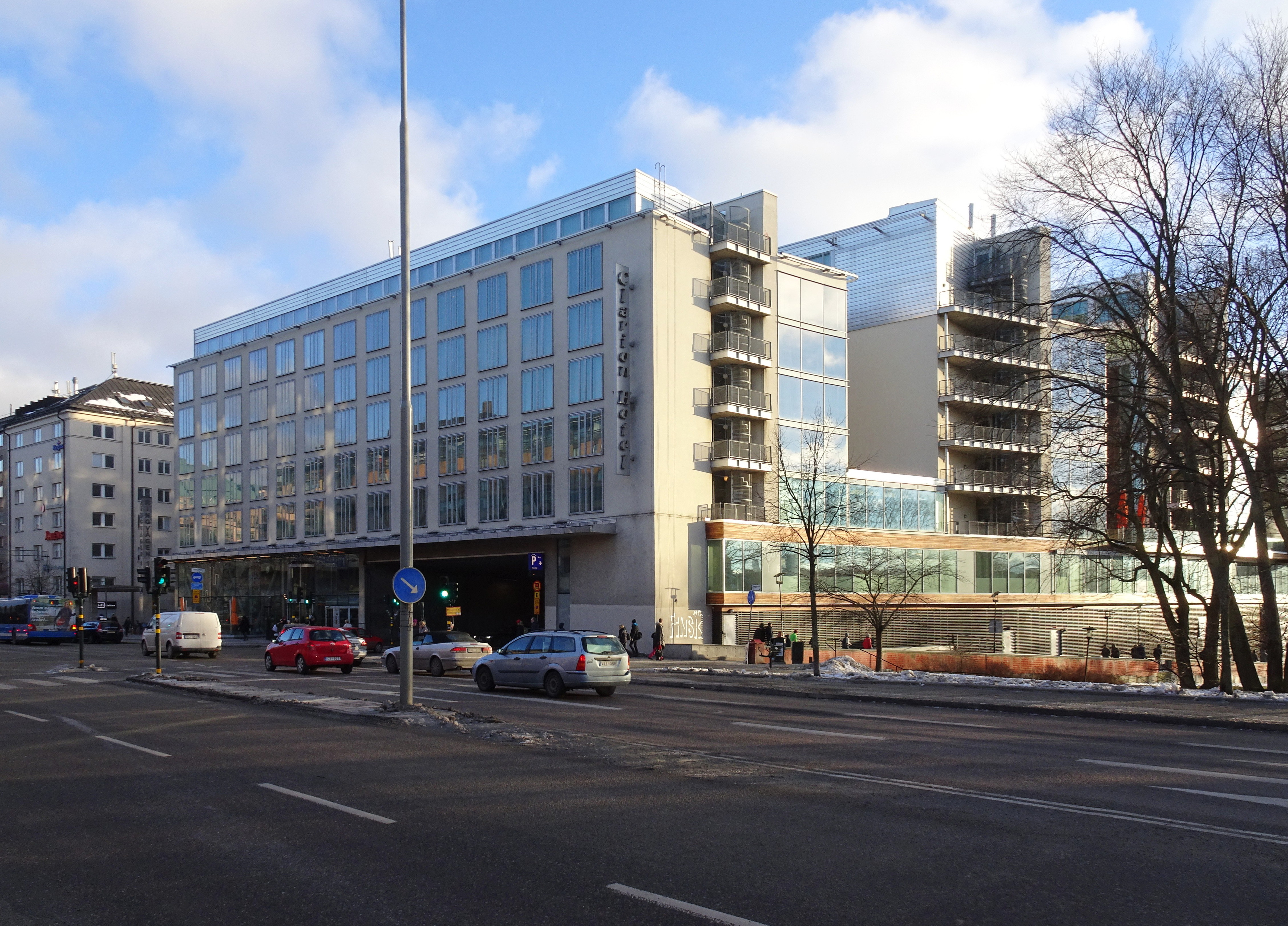
Åkern 17 från Ringvägen
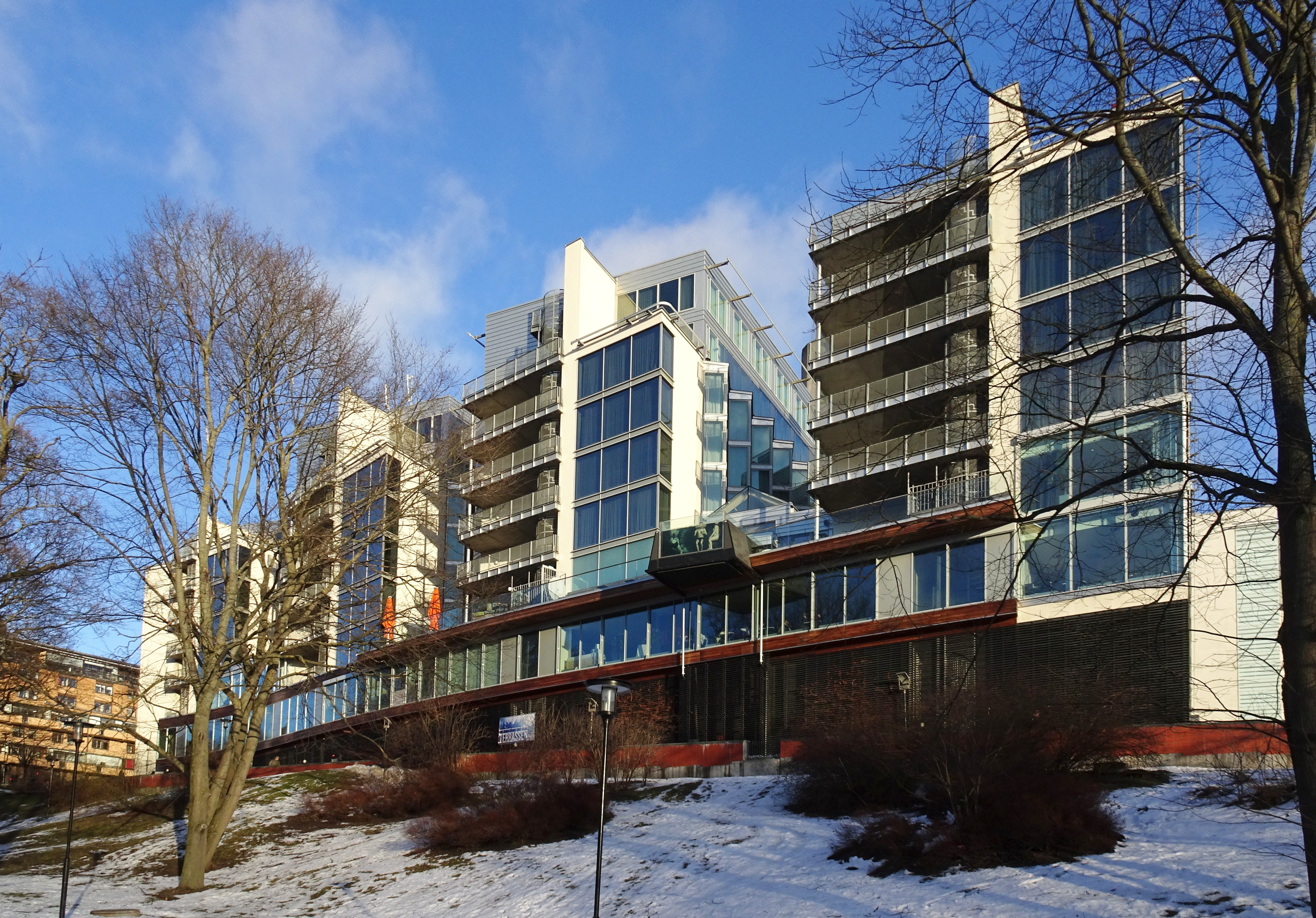
Åkern 17 från Eriksdalslunden